# (2492) Kutuzov
(2492) Kutuzov ist ein Asteroid des Hauptgürtels, der am 14. Juli 1977 vom russischen Astronomen Nikolai Stepanowitsch Tschernych am Krim-Observatorium in Nautschnyj (IAU-Code 095) entdeckt wurde.
Der Asteroid gehört zur Themis-Familie, einer Gruppe von Asteroiden, die nach (24) Themis benannt wurde.
(2492) Kutuzov wurde nach dem Generalfeldmarschall der russischen Armee Michail Illarionowitsch Kutusow (1745–1813) benannt, der in Russland als Held des Vaterländischen Krieges gegen Napoleon Bonaparte gilt.